# Rubus miser
Rubus miser är en rosväxtart som beskrevs av Frederik Michael Liebmann. Rubus miser ingår i släktet rubusar, och familjen rosväxter. Inga underarter finns listade i Catalogue of Life.